# Natale con i tuoi (film 1972)
Natale con i tuoi (Home for the Holidays) è un film per la TV del 1972 diretto da John Llewellyn Moxey con Sally Field, Eleanor Parker e Julie Harris.

## Trama
Vigilia di Natale. Il vecchio e malato Benjamin Morgan raduna nella sua grande villa le sue quattro figlie, Alex, Freddie, Joanna e Christine, rivelando loro che sta per morire e che nutre dei sospetti che le sue condizioni di salute siano causate dal lento avvelenamento ad opera di Elisabeth, la sua seconda moglie.
Le ragazze non tornano nella vecchia dimora da quando la loro madre nonché prima moglie di Benjamin si suicidò ingerendo delle pillole.
Il ritorno segna sin da subito attriti e incomprensioni tra il burbero padre, le figlie ed Elisabeth. Mentre quest'ultima viene sospettata di essere una manipolatrice e di puntare all'eredità del marito, Freddie accusa invece il padre morente di aver portato egli stesso la prima moglie al suicidio a causa dei suoi malcelati tradimenti con altre donne.
Dopo cena una inquieta Joanna decide di lasciare la villa per tornarsene a casa ma arrivata alla macchina, sotto una pioggia scosciante, viene uccisa da una misteriosa figura nascosta nell'ombra che la trafigge con un forcone.
Durante in giorno di Natale Christine riceve la visita di Ted, il giovane dottore del paese che è da tempo attratto da lei.
Nel frattempo anche Freddie inizia a dare segni di cedimento nervoso per le tensioni che si sono create e per il ricordo ancora vivo del suicido dell'amata mamma.
Inizia così a bere vodka e ad assumere tranquillanti. Mentre è rilassata nella vasca da bagno quasi priva di conoscenza, qualcuno entra nella sua stanza e la uccide provocandone l'annegamento.
L'indomani Christine e Alex scoprono con orrore la morte della sorella affogata e credono sia stato un incidente causato dalle condizioni fisiche debilitate dall'alcol assunto da Frederica.
Mentre il temporale continua ad abbattersi sulla casa e convinte che la macchina con le quali sono arrivate sia stata presa da Joanna per andarsene, le due sorelle scoprono anche che tutti i telefoni della dimora sono isolati.
Christine, la più giovane, decide di affrontare il nubifragio e raggiungere a piedi la casa di una vicina per chiedere aiuto. Mentre attraversa il bosco però è inseguita dalla misteriosa figura armata di forcone e con indosso l'impermeabile e gli stivali da pioggia che è solita indossare Elisabeth. Nel tentativo di sfuggire al killer, Christine ritorna a casa e inciampa nel cadavere di Joanna seppellito nel fango.
In un susseguirsi di eventi si scoprirà l'identità dell'assassino e il suo movente.

## Cast
- Sally Field : Christine Morgan
- Eleanor Parker : Alex Morgan
- Julie Harris : Elisabeth Hall Morgan
- Jessica Walter : Frederica "Freddie" Morgan
- Jill Haworth : Joanna Morgan
- John Fink : Dr. Ted Lindsay
- Walter Brennan : Benjamin Morgan

## Curiosità
Natale con i tuoi anticipa e presenta alcune caratteristiche che verranno poi sviluppate in film appartenenti al genere classico dello slasher movie, come Venerdì 13, senza perdere però i toni del giallo e della suspense e dà il via a tutta una serie di film horror legati al tema natalizio che trovano massima espressione nei titoli di Un Natale rosso sangue (1974), Natale di sangue (1984) e Non aprite prima di Natale! (1984)
Il film fu trasmesso per la prima volta in Italia in TV su Rai 2 il 14 dicembre 1978 nella rassegna horror settimanale Sette storie per non dormire, della quale facevano parte anche altri sei titoli: La casa che non voleva morire (1970), La vendetta (1971), Che succede al povero Allan? (1970), Hello Lola (1976), In piena luce (1971) e il celebre Trilogia del terrore (1975). Successivamente fu trasmesso da Italia 1 in seconda serata, domenica 23 dicembre 1984, all'interno del ciclo Appuntamento con il brivido.